# Żyriekien
Żyriekien (ros. Жирекен) – osiedle typu miejskiego w Rosji, w Kraju Zabajkalskim, w rejonie czernyszewskim. W 2010 liczyło 4565 mieszkańców.